# 塗壁
塗壁（ぬりかべ）は、日本の九州北部に伝えられる妖怪の一種。夜道で人間の歩行を阻む（姿の見えない）壁のような妖怪といわれる。
江戸時代の妖怪絵巻に三つ目の獅子か犬（または長鼻でないゾウ）のような「ぬりかべ」の図像が近年に「発見」された。それ以前は、この妖怪の日本画は残存していないものと考えられていた。水木しげるが漫画に描いた、まさに壁に目と手足がついたような「ぬりかべ」は、いまや一般的に馴染みがあるものの、昔の絵の見本がないまま、水木が独自に空想した絵である。

## 概要
福岡県遠賀郡（旧・筑前国遠賀郡）の海岸地方の伝承によると、夜道を歩いていると、目の前が突如として（目に見えない）壁がたちはだかり、前へ進めなくなってしまう。壁の横をすり抜けようとしても、左右にどこまでも壁が続いており、よけて進むこともできない。蹴飛ばしたり、上の方を叩いてもどうにもならないが、下の方を棒で払えば壁は消えるという。柳田の「妖怪名彙」（1938年、のち『妖怪談義』1956年に収録）に記載される。
この原文には「目に見えない」と明記されないが、解説者等にそう解釈される
性質などを含めた文献上の塗壁の記録は、昭和期の柳田國男による民間伝承の採取が初出、あるいは少なくとも全国に知名度を含めた功績であるとされる。

### 大分県
大分県では、タヌキなど動物などが起こす怪異であるとして、同様のものが民間に伝えられており、歩行中に突然目の前が見えなくなる怪異は同県内各地に「狸の塗り壁」（たぬきのぬりかべ）として、香々地町（現・豊後高田市）では「イタチの塗り壁」（いたちのぬりかべ）として伝えられる。タヌキがこれを起こすとき陰嚢をいっぱいに広げて夜道を往く人の視界を塞いでいるともされる。これらのタヌキやイタチの塗壁も、その場に座り込んで煙草に火をつけて一服すると視界がひらけ前に進むことが出来るとされている。
大分県臼杵市にも「ぬりかべ」伝承が認められる。臼杵市には、「油漆喰」というしっくい技術があるが、これを壁に施すと水を弾いて異様なので、妖怪伝説となったという発祥説がある。
また、大分県南海部郡（現・大分県佐伯市）に伝わる民話によれば、塗壁は七曲りという坂道に小豆とぎと共に現れるとされており、夜に歩いている最中に急に目の前が真っ暗になるものだという。正体はタヌキであり、人が着ている着物の後ろの帯の結び目にタヌキが乗り、両手で人の目を塞いで視界を奪うので、タヌキが乗ることの出来ないように帯の結び目を前にしてしめると、避けることが出来るといわれる。

## 図像学

### 妖怪絵巻
（『化物之繪』と『化物づくし絵巻』）

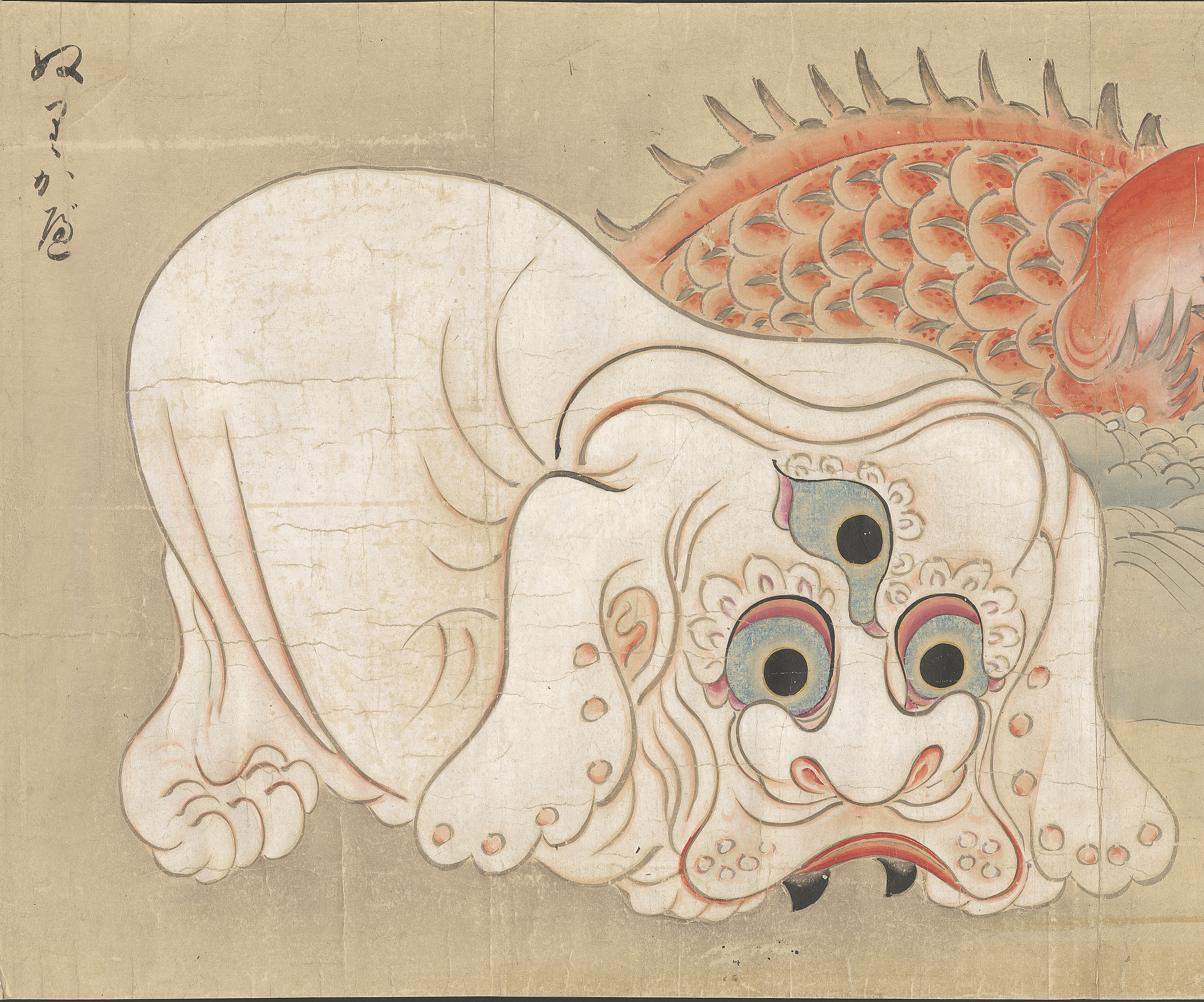
「ぬりかべ」の名が記された妖怪画―米ユタ州・ブリガムヤング大学付属図書館（ブルーニング・コレクション）蔵の妖怪絵巻

アメリカ合衆国の絵巻物の絵にに「ぬりかべ」の名称が添え書きされる絵を含む、米国所蔵の妖怪絵巻『化物之繪』（1660年頃に成立説）がある。「白イヌ・白ゾウのような生物」だと形容される（米ユタ州・ブリガムヤング大学付属図書館蔵ハリー・F・ブルーニング・コレクション蔵。⇒右図参照））。
これとそっくり同じだが（色使い等以外は）、3つ目で牙のある獅子か犬のような姿の妖怪画は、湯本豪一所有の狩野由信『化物づくし絵巻』（1802年/享和2年）に見える。ただし添え書きがなかったため、以前は画題がわからなかった。米国所蔵の画と一致したことで、2007年8月、湯本が「ぬりかべ」の画であると発表して展示をおこなった。
この経緯の以前は、「ぬりかべ」を描写した江戸時代の画は現存していないと思われていた。「ぬりかべ」の絵巻物の発表により、一部のメディアでは「江戸時代の絵巻にすでに塗壁の姿があった」と報道された。2007年以降の妖怪関連の文献では、この「ぬりかべ」（3つ目の獅子・犬似）の姿を採用している例がある。
しかし、妖怪研究家の京極夏彦、多田克己、村上健司、この絵巻の発見を『朝日新聞』の紙上で記事として執筆した同社の記者・加藤修らは、妖怪専門誌『怪』誌上での座談会において、この絵巻の「ぬりかべ」と伝承上の「塗壁」が同一のものかどうかは不明と意見している。
説明理由としては、名前が同じでもまったく別の妖怪は他にも例があることから、偶然に名前が一致したにすぎない無関係の妖怪とする説がある。また、「ぬりかべ」の名を記した絵巻・もしくはその名称のみが九州地域に流布し、通行人の目の前が塞がれるという怪異にあてはめられ、民俗語彙として採り入れられた可能性もあるとの説も示唆されている。民俗学者の小松和彦らの著書でも、この絵巻の「ぬりかべ」と柳田がつたえる伝承上の塗壁との関連性は「不明」とする。

### 稲生物怪録

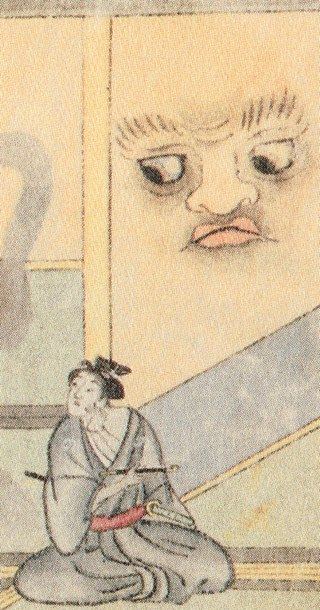
『稲生物怪録』にある壁の怪異

江戸時代の妖怪譚『稲生物怪録』の諸本に描かれている、家の壁に目と口が現れて人を睨むという怪異の図は、添え書きがないので確定できないが、これが塗壁の祖形なのではないかとする仮説も以前にはあった。
この『稲生物怪録』7月30日の事件で、ミミズを沸かす灰の塊の怪異のかたわらでせせら笑う「壁の顔」であるが、本文では「壁の形地」と呼ばれている。評論家の倉本四郎は、この「壁の顔」が人柱と関係していると説き、塗り壁工事ならば、やろうと思えば人体でも何でも塗りこめることができるであろう、と考察している。これは「ぬりかべ」の発祥を「油漆喰」を施した壁に求める説にもやや似ている（上記、臼杵市の伝承を参照）。

### 水木しげる漫画
塗壁の姿は、漫画家・水木しげるが妖怪画や漫画『ゲゲゲの鬼太郎』のキャラクターとして提供する塗壁の、目と手足を持つ巨大な壁のような姿が一般化しているが（⇓ § 現代大衆文化の画像を参照）、これはあくまで伝承の記述（柳田：「行く先に壁」が出現、等）を元にした創作キャラクターである。

## 類話
中国には鬼打牆などと称される同様の妖怪が存在する。

### 野襖（のぶすま）
高知県幡多郡の妖怪。夜、道を歩いている人の行く手に襖（ふすま）のような壁ができ、上下左右どこまでも際限なく壁が続いており、野襖だと気づいた者は途端に気絶してしまう。これに立ちふさがれたときには、落ち着いて煙草でもふかしていると、自然に消えるという。これも塗壁に近似するとされる。
（注）同名の「野襖」には鼯（ムササビ）のように飛ぶタイプもおり、それとは別だと指摘される。そちらの方は、鳥山石燕『今昔画図続百鬼』に描画されているが、むしろ風狸と比べられている。

### 衝立狸と蚊帳吊り狸
同じ四国でも衝立狸や蚊帳吊り狸の伝承が徳島県美馬市にあり、路上に出現し（襖のかわりに）「衝立」か「蚊帳」となって歩行を阻む。

### 越前国の狸
越前国石徹白村（現・岐阜県郡上市、福井県大野市）にも、名称はないものの、タヌキが道に襖（ふすま）をはって通行人の行く手をふさぐという同様の怪異が伝わっている（上述の § 野襖、 § 衝立狸、 § 蚊帳吊り狸参照）。

### 壁塗り（カベヌリ）
1969年（昭和44年）には、 熊本県出身の民俗学者・丸山学によって「壁塗り」（かべぬり）という妖怪の伝承が報告されている。夜の道に黒い壁が現われて行く手をさえぎったという。丸山の報告内容には伝承地の記載が無い。
大分県臼杵市で妖怪による町の振興を行う臼杵ミワリークラブの調査によれば、壁塗りは同市内にも伝承が残っているものであり、観光用に絵葉書まで売られているほど有名なものであったとされる。

### ヌリボウ (塗坊)
郷土史家・山口麻太郎の著書によると、壱岐国壱岐島（現・長崎県壱岐市）では、夜の山道で山側から突き出してくるといわれる。
柳田國男はこれを塗壁に似たものとして「妖怪名彙」に分類しているが、原典ではどのような形態のものかは詳しく述べられておらず、何を根拠として塗壁と同類とされているのかは不明。
昭和・平成以降の妖怪関連の文献では、灰色の化け物であり、棒で叩くか、路傍の石などに腰をかけて一服しているとじきに消え去るなどとの解釈もある。

### シマーブー
鹿児島県奄美群島の喜界島に伝わる妖怪。 夜道を歩いていると、目の前に枝を広げた木のようなものが急に現れ、道を塞ぐという。

### 道塞ぎ（みちふさぎ）
道塞ぎ(仮称)。1957年（昭和32年）の夏の日の夕暮れに、新潟県と長野県の県境に位置する苗場山で、ある老人が遭遇したという怪異。釣りの帰り道に突如、見たこともない大滝が現れて行く手を阻まれ、後方には見たこともないマツの大樹と、見上げるような大岩が現れ、そのまま滝と岩が自分へ迫ってきて身動きできなくなってしまったという。老人はその場で一夜を過ごす羽目になったが、夜が明けると共にこの怪異は消え去ったという。

### 水木しげるラバウル体験
水木しげるは著書において、第二次世界大戦での従軍中に南方のラバウルで塗壁と同じものに遭遇した体験談を語っている。敵軍に襲われ、仲間とはぐれて深い森をひとりで逃げ惑っているうちに、コールタールを固めたようなものが前方に立ち塞がって行く手を阻まれ、右も左もその壁に囲まれて身動きできない。途方に暮れているうちに、疲労から数十分休んでいると、この壁は消えたという。

### 青木ヶ原樹海の見えない壁
```
霊能者
・
宗優子
によると、
テレビ番組
の撮影で
青木ヶ原樹海
に入った際、制作スタッフたちの前に壁のようなものが立ちはだかったといい、樹海での自殺者たちがこれ以上進まぬようにと壁を作ったのではないかと語っている
[
47
]
。
```

## 現代大衆文化

### 水木しげる

水木しげるロードにある塗壁のブロンズ像

水木しげるの漫画『ゲゲゲの鬼太郎』（1960年代初出）では、ぬりかべが主人公・鬼太郎の仲間として登場する。本来の塗壁の伝承は一部の地方に限定されていることから、かつては比較的無名な妖怪であったが、『ゲゲゲの鬼太郎』シリーズでの活躍を通じて一躍、名が知られることとなった。インパクトある巨体と大らかな性格で活躍する同作の効果で人気も向上し、「好きな妖怪ランキング」では常に上位にランキングされている。『ゲゲゲの鬼太郎』でのぬりかべが、相手を自分の胴の中に塗り込める能力を持っていることから、平成以降の妖怪関連の文献でも、塗壁は自分の体の中になんでも塗り込めると解説されていることもある。

### ラノベ
2004年（平成16年）発表のSF小説およびアニメ作品『ぺとぺとさん』では、塗壁は妖怪の美少女姉妹「ぬりかべ姉妹」として描かれている。平成以降に多くなった、以前のような妖怪退治ではない、人間と妖怪との共存に主点を置いた作品の一例であり、妖怪のような異形がキャラクター文化として成立した一例とも考えられている。

### 特撮
『忍者戦隊カクレンジャー』『仮面ライダー響鬼』などの特撮ヒーロー作品では、主人公たちの敵キャラクター（怪人）として登場しており、本来の伝承を元にしながらも、外見や性格などに独自の味付けをされ、番組内容を盛り立てることに一役買っている。